# Włocławek (gmina)
Włocławek est une gmina rurale du powiat de Włocławek, Couïavie-Poméranie, dans le centre-nord de la Pologne. Son siège est la ville de Włocławek, bien qu'elle ne fasse pas partie du territoire de la gmina.
La gmina couvre une superficie de 219,92 km2 pour une population de 6 322 habitants.

## Géographie
La gmina inclut les villages d'Adaminowo, Dąb Mały, Dąb Polski, Dąb Wielki, Dębice, Dobiegniewo, Dobra Wola, Gróbce, Humlin, Jazy, Józefowo, Kolonia Dębice, Kosinowo, Koszanowo, Kruszyn, Kruszynek, Łączki, Ładne, Łagiewniki, Łuba Druga, Ludwinowo, Markowo, Modzerowo, Mostki, Mursk, Nowa Wieś, Pińczata, Płaszczyzna, Poddębice, Potok, Przerytka, Przyruda, Radyszyn, Ruda, Skoki Duże, Skoki Małe, Smolarka, Smolarskie, Smólnik, Smólsk, Stasin, Świętosław, Sykuła, Telążna Leśna, Telążna Stara, Warząchewka Królewska, Warząchewka Nowa, Warząchewka Polska, Widoń, Wikaryjskie, Wistka Królewska, Wistka Szlachecka, Wójtowskie et Zuzałka.
La gmina borde la ville de Włocławek et les gminy de Baruchowo, Brudzeń Duży, Brześć Kujawski, Choceń, Dobrzyń nad Wisłą, Kowal, Lubraniec et Nowy Duninów.